# Zack Mwekassa
Zack Mwekassa (ur. 20 stycznia 1984 w Kinszasie) – kongijski bokser oraz kickbokser, interkontynentalny mistrz WBF w wadze junior ciężkiej z 2007 oraz mistrz Afryki ABU w wadze ciężkiej z 2014. W kickboxingu zdobywca tymczasowego mistrzostwa świata Glory w wadze półciężkiej z 2016.

## Życiorys
Urodził się w Kinszasie. W wieku 20 lat wraz z rodziną uciekł z kraju z powodu trwającej wojny domowej do Johannesburga w RPA. Ojciec Zacka jest chemikiem natomiast dwaj jego bracia prawnikami. Mieszkając już w RPA w 2003 rozpoczął treningi kickboxingu pod okiem Mike'a Bernardo chcąc startować w K-1 jednak szanse na to były bardzo małe postanowił skupić się na boksie.

## Kariera bokserska
Zawodowo zadebiutował 12 maja 2006 pokonując Bully'ego Muravhę przez nokaut. 6 lipca 2007 pokonał przed czasem Gino Betoko zostając interkontynentalnym mistrzem WBF w wadze junior ciężkiej. 5 września 2008 przegrał pojedynek o pas mistrza świata WBF wagi junior ciężkiej z Węgrem Józsefem Nagym przez techniczny nokaut. W latach 2011–2013 wygrywał m.in. z Thabiso Mchunu oraz przegrywał z Rosjaninem Dmitrijem Kudriaszowem. 28 sierpnia 2014 pokonał przed czasem Bernarda Adie, zostając mistrzem Afryki organizacji ABU w kategorii ciężkiej. Aktualnie jego bilans w zawodowym boksie wynosi 15 zwycięstw (14 przez KO/TKO) i 4 porażki (3 przez KO/TKO).

## Kariera kickbokserska
W 2014 związał się z kickboxerską organizacją GLORY, w debiucie 3 maja 2014 nokautując Pata Barry'ego. 7 listopada 2014 wziął udział w turnieju pretendentów, dochodząc do finału w którym przegrał z Saulo Cavalarim przez nokaut. 19 września 2015 na łączonej gali MMA i kickboxingu Glory/Bellator MMA: Dynamite 1 ponownie zmierzył się z Cavalarim, gdzie stawką tym razem był tytuł mistrza świata GLORY wagi półciężkiej. Ostatecznie Mwekassa uległ Brazylijczykowi na punkty. 16 kwietnia 2016 pokonał Zinédina Hameur-Laina na punkty.
Po tym zwycięstwie wyznaczono mu walkę o tymczasowe mistrzostwo GLORY w związku z kontuzją mistrza Artioma Wachiowa. 25 czerwca 2016 zmierzył się z Mouradem Bouzidim, którego pokonał przez TKO i zdobył pas.
5 listopada 2016 zmierzył się w walce unifikacyjnej z Wachitowem, którą ostatecznie przegrał przez TKO.

## Osiągnięcia
Boks:
- 2007: interkontynentalny mistrz WBF w wadze junior ciężkiej
- 2014: mistrz ABU w wadze ciężkiej

Kickboxing:
- 2016: tymczasowy mistrz świata GLORY w wadze półciężkiej